# Пилипсон, Юрий Валентинович
Юрий Валентинович Пилипсон (род. 14 июня 1967) — российский дипломат. Чрезвычайный и полномочный посол (2023).

## Биография
Окончил Московский государственный институт международных отношений (МГИМО) МИД СССР (1989). Владеет сербским, хорватским и английским языками. На дипломатической работе с 1989 года.
В 2011—2016 годах — советник-посланник Посольства России в Польше.
В 2016—2019 годах — заместитель директора Третьего Европейского департамента МИД России.
С 22 июля 2019 по январь 2025 года — директор Четвёртого Европейского департамента МИД России.
С января 2025 года — директор Второго Европейского департамента МИД России.

## Дипломатический ранг
- Чрезвычайный и полномочный посланник 2 класса (8 мая 2013)[1].
- Чрезвычайный и полномочный посланник 1 класса (2 октября 2020)[2].
- Чрезвычайный и полномочный посол (29 декабря 2023)[3].

## Награды
- Медаль ордена «За заслуги перед Отечеством» II степени (22 ноября 1999) — за большой личный вклад в политическое урегулирование кризиса вокруг Косово и активное участие в проведении линии Российской Федерации на Балканах[4].

## Семья
Женат, имеет взрослых сына и дочь.